# San Cipriano (metropolitana di Madrid)
San Cipriano è una stazione della Metropolitana di Madrid della linea 9.
Si trova sotto l'omonima strada nel distretto di Vicálvaro.

## Storia
È stata inaugurata il 1º dicembre 1998, assieme al prolungamento della linea da Pavones a Puerta de Arganda.

## Accessi
Vestibolo San Cipriano
- San Cipriano, pares Calle San Cipriano, 44
- San Cipriano, impares Calle San Cipriano, 55
- Ascensore Calle San Cipriano, 50